# Nuoto ai XVIII Giochi del Mediterraneo - 200 metri misti femminili
La gara dei 200 metri misti femminili dei XVIII Giochi del Mediterraneo si è svolta il 24 giugno 2018. Al mattino si sono svolte le batterie, mentre la finale si è disputata nel pomeriggio.

## Podio
| Pos. | Atleta                 | Nazione |
| ---- | ---------------------- | ------- |
|      | Mireia Belmonte        | Spagna  |
|      | Viktoriya Zeynep Güneş | Turchia |
|      | Anna Pirovano          | Italia  |

## Record
Prima della manifestazione il record del mondo (RM) e il record dei Giochi del Mediterraneo (RG) erano i seguenti.
|  | 2'06"12 | Katinka Hosszú | 3 agosto 2015 Kazan'   |
|  | 2'10"36 | Camille Muffat | 27 giugno 2009 Pescara |

Durante la competizione non sono stati migliorati record.

## Risultati

### Batterie
| Pos. | Batteria | Corsia | Atleta                 | Nazionalità          | Tempo       | Note        |
| ---- | -------- | ------ | ---------------------- | -------------------- | ----------- | ----------- |
| 1    | 2        | 4      | Mireia Belmonte        | Spagna               | 2'14"29     | Q           |
| 2    | 2        | 3      | Anja Crevar            | Serbia               | 2'15"40     | Q           |
| 3    | 2        | 5      | Viktoriya Zeynep Güneş | Turchia              | 2'15"60     | Q           |
| 4    | 2        | 2      | Beatriz Gómez Cortés   | Spagna               | 2'15"74     | Q           |
| 5    | 1        | 3      | Anna Pirovano          | Italia               | 2'15"93     | Q           |
| 6    | 1        | 2      | Tara Vovk              | Slovenia             | 2'16"24     | Q           |
| 7    | 1        | 4      | Carlotta Toni          | Italia               | 2'17"10     | Q           |
| 8    | 2        | 6      | Ilektra Lebl           | Grecia               | 2'17"41     | Q           |
| 9    | 1        | 5      | Victoria Kaminskaya    | Portogallo           | 2'18"53     |             |
| 10   | 2        | 7      | Inês Fernandes         | Portogallo           | 2'22"41     |             |
| 11   | 2        | 1      | Lamija Medošević       | Bosnia ed Erzegovina | 2'23"88     |             |
| 12   | 1        | 7      | Rania Nefsi            | Algeria              | 2'24"51     |             |
| 13   | 1        | 1      | Claudia Verdino        | Monaco               | 2'28"86     |             |
| DNS  | 1        | 6      | Gizem Bozkurt          | Turchia              | Non partita | Non partita |

### Finale
| Pos. | Corsia | Atleta                 | Nazionalità | Tempo   | Note |
| ---- | ------ | ---------------------- | ----------- | ------- | ---- |
|      | 4      | Mireia Belmonte        | Spagna      | 2'11"66 |      |
|      | 3      | Viktoriya Zeynep Güneş | Turchia     | 2'13"19 |      |
|      | 2      | Anna Pirovano          | Italia      | 2'13"21 |      |
| 4    | 6      | Beatriz Gómez Cortés   | Spagna      | 2'14"91 |      |
| 5    | 5      | Anja Crevar            | Serbia      | 2'15"58 |      |
| 6    | 1      | Carlotta Toni          | Italia      | 2'17"48 |      |
| 7    | 7      | Tara Vovk              | Slovenia    | 2'17"49 |      |
| 8    | 8      | Ilektra Lebl           | Grecia      | 2'17"71 |      |